# Trzciana (powiat krośnieński)
Trzciana – wieś w Polsce położona w województwie podkarpackim, w powiecie krośnieńskim, w gminie Dukla. Leży nad rzeką Jasiołką.
W latach 1975–1998 miejscowość należała administracyjnie do województwa krośnieńskiego.

## Części wsi
| SIMC    | Nazwa    | Rodzaj    |
| ------- | -------- | --------- |
| 0350480 | Dół      | część wsi |
| 0350496 | Góra     | część wsi |
| 0350504 | Przywsie | część wsi |

## Historia
Prawa lokacyjne wołoskie otrzymała Trzciana przed 1505 r. Stanisław Cikowski (kasztelan biecki) (zm. 1576) przeniósł ją na prawo niemieckie za zgodą króla Aleksandra Jagiellończyka. Była własnością Mniszchów i Męcińskich. W XIX w. należała do Cezarego Męcińskiego, h. Poraj (1809 - przed 1890). Przebywały w niej, na wzgórzu Zaśpit, oddziały konfederatów barskich.
W 1914 oddziały austriackie spaliły część wsi, osadzając kilku mieszkańców w obozie w Talerhofie.
W grudniu 1943 r. oddział partyzancki F. Kochana Obłońskiego napadł na kolumnę samochodów niemieckich, zdobywając broń i amunicję. We wrześniu 1944 r. w przyległej części Karpat przebiegały działania wojenne w ramach operacji dukielsko-preszowskiej, w wyniku czego wojska radzieckie wkroczyła na tereny Trzciany.

## Zabytkowa cerkiew
We wsi znajduje zabytkowa, dawna cerkiew greckokatolicka pw. Narodzenia Bogurodzicy, z ikonostasem z XIX w. namalowanym przez Jana i Pawła Bogdańskich z Jaślisk. Świątynia z II poł. XVII wieku jest murowana, orientowana, na planie trójdzielnym. Od zachodu dobudowano kruchtę. W dzwonnicy XVI-wieczne dzwony.
Obecnie cerkiew służy jako kościół katolicki, należący do parafii pw. Chrystusa Króla w dekanacie Dukla. Parafia jest obsługiwana przez ojców Bernardynów z Dukli. Do parafii należy także kościół filialny (dawna cerkiew) w Zawadce.

## Pustelnia św.Jana z Dukli
"Na Puszczy".
Na wzgórzu Zaśpit; ok. 1,5 km od trasy dukielskiej (drogą asfaltową z Trzciany do parkingu pod lasem. Dalej dróżka dochodzi do Pustelni (około 300m).
- Murowana neogotycka kaplica

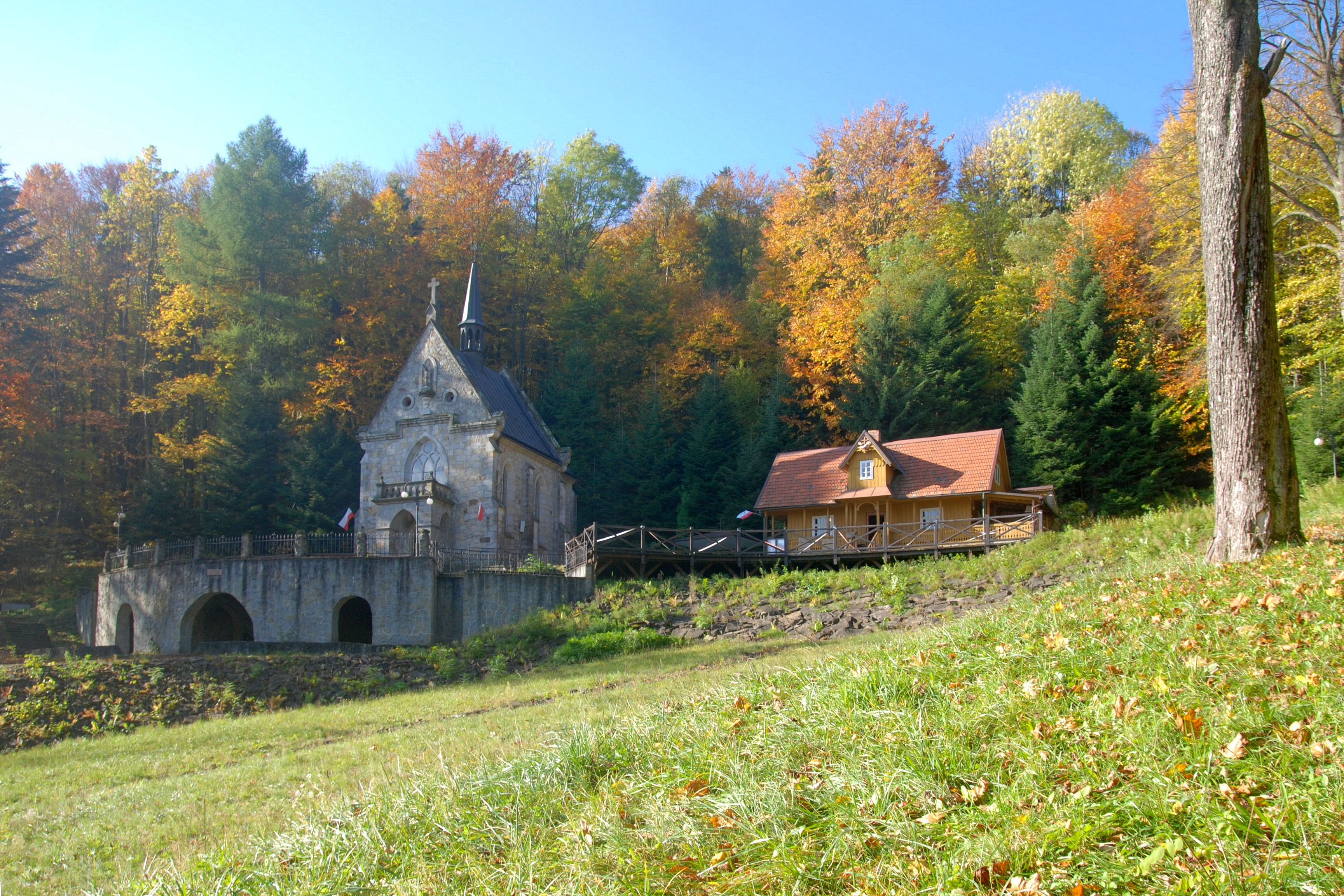
Kaplica św. Jana z Dukli
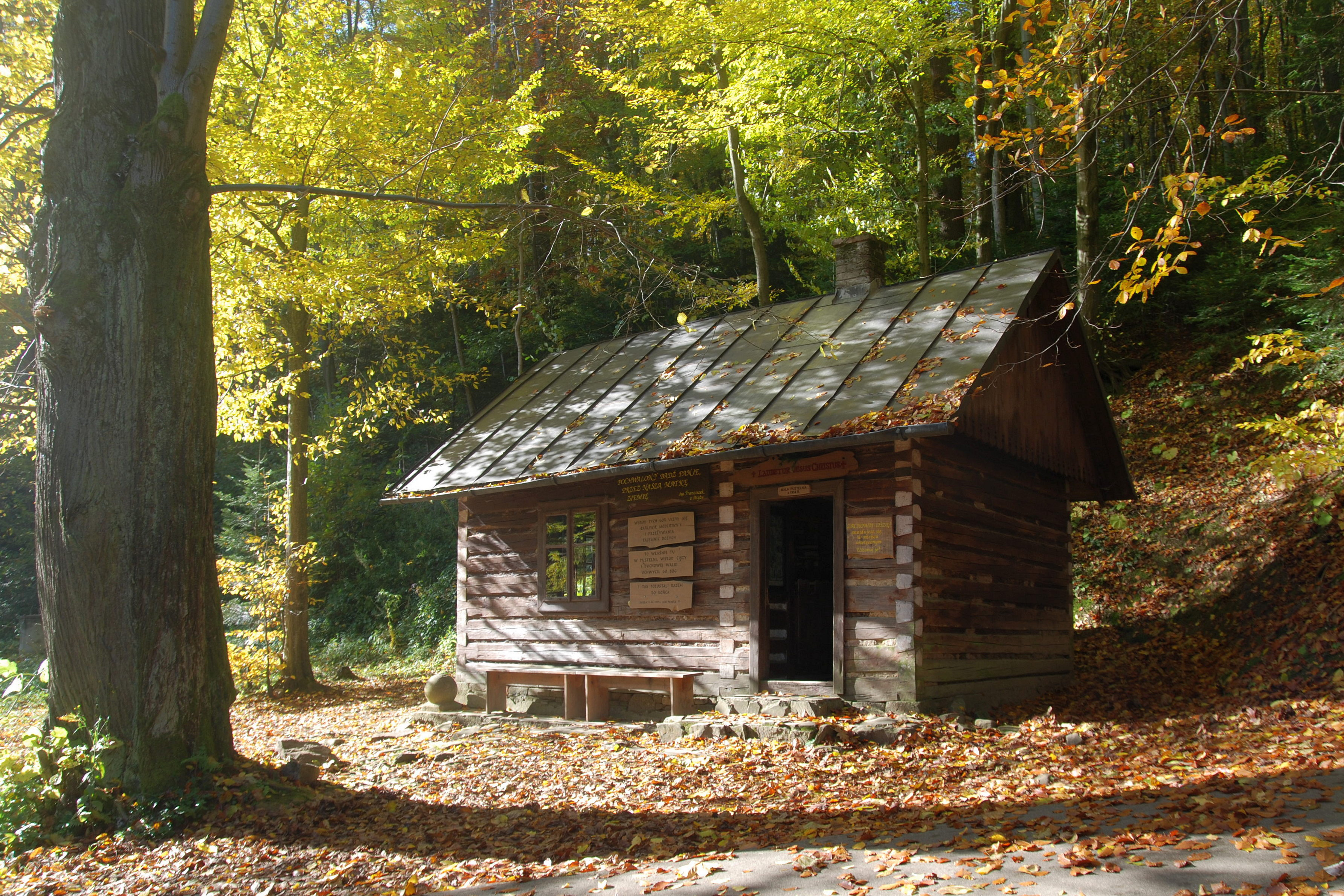
Dom pustelnika
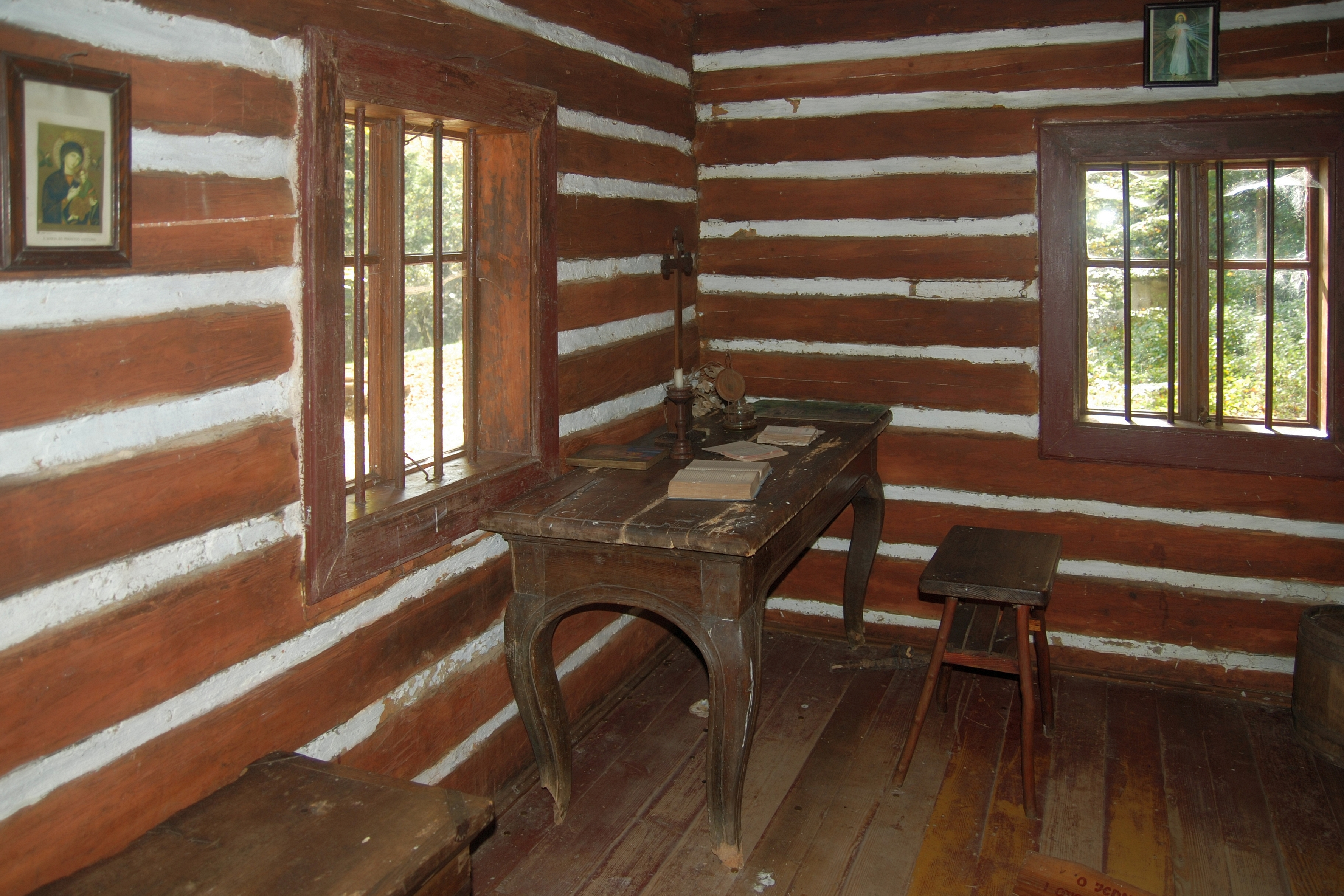
Wnętrze domu pustelnika

Jak głosi legenda, Marii Amelii Mniszchowej z Brühlów, właścicielce Dukli, objawił się we śnie św. Jan, polecając jej wybudować na miejscu swej pustelni kaplicę, co zostało wykonane. W 1769 roku, w czasie Konfederacji Barskiej, Maria Amalia Mniszchowa ufundowała murowaną kaplicę, która jednak spłonęła w 1883 r.
W 1887 roku Cezar Męciński wybudował tymczasową drewnianą kaplicę. W roku 1908 z inicjatywy gwardiana bernardynów w Dukli, Ambrożego Ligasa, wybudowano murowaną kaplicę według projektu bernardyna o. Kamila Żarnowskiego. Znajduje się w niej polichromia przedstawiająca życie św. Jana, namalowana przez sanockiego malarza Władysława Lisowskiego.
Poza tym w pobliżu znajdują się:
- Dom rekolekcyjny
- Grota św. Jana z Dukli z uzdrawiającymi źródłami
- Chata pustelnika
- Droga Krzyżowa, z "M" – z konstrukcją z ołtarza papieskiego
- Szlaki turystyczne:
  -  wschodniobeskidzki; z Nowej Wsi do Chyroweji Kątów
  -  na południe do Zyndranowej i Barwinka

W miejscu tym kilkakrotnie przebywał Jan Paweł II, a teraz przebiega tędy szlak papieski.